# Chiloschista loheri
Chiloschista loheri är en orkidéart som beskrevs av Rudolf Schlechter. Chiloschista loheri ingår i släktet Chiloschista och familjen orkidéer. Inga underarter finns listade i Catalogue of Life.